# 布里地区勒沙特莱
布里地区勒沙特莱（法語：Le Châtelet-en-Brie，法語發音：[lə ʃɑtlɛ ɑ̃ bʁi] ⓘ），或纯音译作勒沙特莱昂布里，是法国法蘭西島大區塞纳-马恩省的一个市镇，属于默伦区。 

## 地理
布里地区勒沙特莱（48°30'11"N, 2°47'22"E）面积22.71 平方千米，位于法国法蘭西島大區塞纳-马恩省，该省份为法国北部内陆省份，北起瓦兹省，西接埃松省、马恩河谷省、塞纳-圣但尼省和瓦兹河谷省，南至卢瓦雷省，东南接约讷省，东临马恩省和奥布省，东北接埃纳省。
与布里地区勒沙特莱接壤的市镇（或旧市镇、城区）包括：庞富、锡夫里-库尔特里、拉沙佩勒戈捷、莱塞克雷讷、费里西、方丹港、马绍。

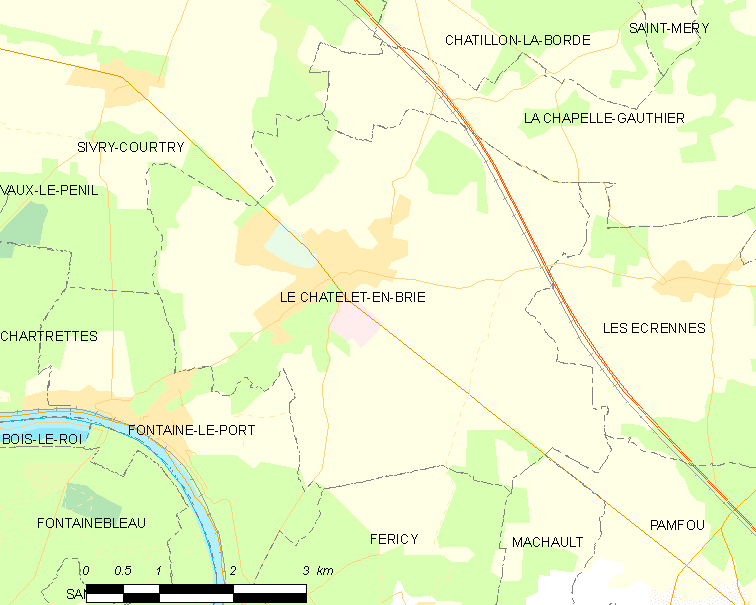
布里地区勒沙特莱的OSM定位图

布里地区勒沙特莱的时区为UTC+01:00、UTC+02:00（夏令时）。

## 行政
布里地区勒沙特莱的邮政编码为77820，INSEE市镇编码为77100。

## 政治
布里地区勒沙特莱所属的省级选区为楠日县。

## 人口

1962-2008年间布里地区勒沙特莱人口变化图示

布里地区勒沙特莱于2022年1月1日时的人口数量为4231人。